# Armin Dornauer
Armin Dornauer (21 luglio 2000) è uno sciatore alpino austriaco.

## Biografia
Originario di Mayrhofen e attivo in gare FIS dal novembre del 2016, Dornauer ha esordito in Coppa Europa il 18 gennaio 2020 a Kirchberg in Tirol in slalom gigante, senza completare la prova; ai Mondiali juniores di Narvik 2020 ha vinto la medaglia d'argento nel supergigante. Non ha debuttato in Coppa del Mondo né preso parte a rassegne olimpiche o iridate.

## Palmarès

### Mondiali juniores
- 1 medaglia:
  - 1 argento (supergigante a Narvik 2020)

### Coppa Europa
- Miglior piazzamento in classifica generale: 133º nel 2025